# Karakhtia
Karakhtia é um gênero de Vendiimorfo que viveu durante o período Ediacarano.

## Descrição
O corpo de Karakhtia era duro e flexível. Suas marcas são muito amassadas, então detalhes da estrutura de Karakhtia são difíceis de perceber. Provavelmente, algumas das dobras estavam presentes em seres vivos.